# Мейкснер, Ян
Ян Мейкснер (пол. Jan Meixner, 1.03.1926 г., Польша — 25.01.1997 г., Познань, Польша) — польский учёный, декан Лесного факультета Познанского университета естественных наук, основатель дендрария в ландшафтном парке «Пуща-Зелёнка».

## Биография
С 1956 года Ян Мейкснер работал профессором на факультете дендрометрии Познанского университета естественных наук. В 1978 году стал заниматься организацией дендрария в ландшафтном парке «Пуща-Зелёнка». В последующие годы был многолетним руководителем научного совета дендрария.
Скончался в 1997 году и был похоронен на приходском кладбище святого Иоанна Вианнея в Познани.

## Память
- 29 апреля 1997 года в дендрарии в Пуще-Зелёнке был установлен памятный камень с барельефом Яна Мейкснера.

## Источник
- Библиография  (пол.)
- Информация на сайте Познанского университета естественных наук  (пол.)